# Wilhelm Pelkmann

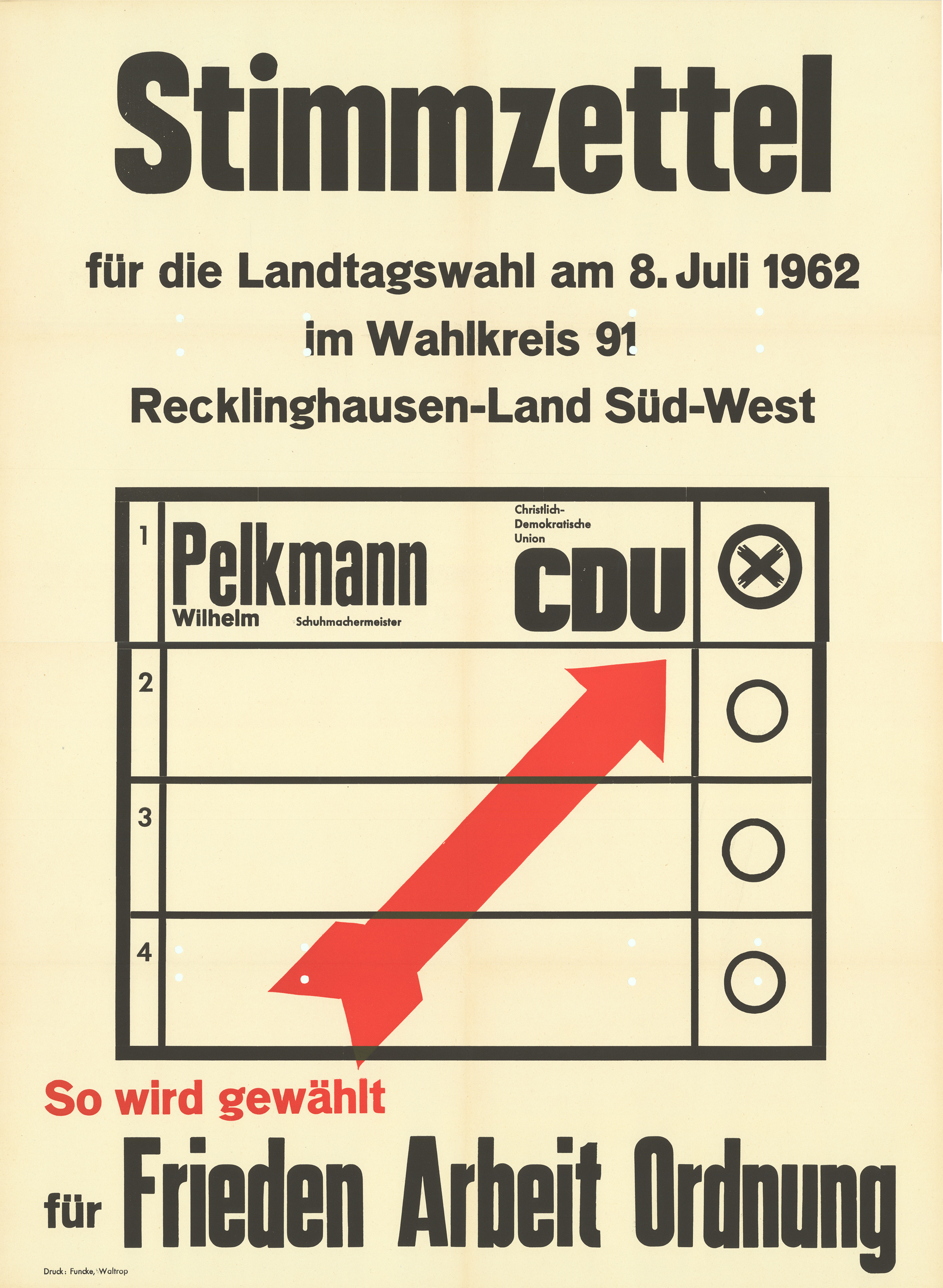
Wahlplakat (1962)

Wilhelm Pelkmann (* 8. April 1905 in Münster; † 9. Februar 1983) war ein deutscher Politiker der CDU.

## Ausbildung und Beruf
Nach dem Besuch der Volksschule absolvierte Wilhelm Pelkmann eine Handwerkslehre. Er legte die Gesellen- und Meisterprüfung ab und war später Obermeister. Pelkmann war Landesvorsitzender des Orthopädie-Schumacher-Handwerks für Westfalen-Lippe und ab 1931 leitete er seinen eigenen Betrieb.

## Politik
Wilhelm Pelkmann war ab 1945 Mitglied der CDU. Ab 1959 war er stellvertretender Vorsitzender der CDU des Kreises Recklinghausen. Von 1956 an fungierte er als Vorsitzender der Amts- und Stadt-Union Dorsten. Als Ratsherr der Stadt Dorsten war er ab 1952 tätig sowie als stellvertretender Bürgermeister von Dorsten ab 1956. Ab 1961 war Pelkmann Amtsvertreter in Hervest-Dorsten sowie Fraktionsvorsitzender der CDU. Mitglied des Kreistages Recklinghausen war er ab 1961.
Wilhelm Pelkmann war vom 23. Juli 1962 bis zum 23. Juli 1966 direkt gewähltes Mitglied des 5. Landtages von Nordrhein-Westfalen für den Wahlkreis 091 Recklinghausen-Land-Südwest.